# 溫泉關戰役 (前191年)
溫泉關戰役（Battle of Thermopylae），發生在前191年4月24日，是羅馬共和國與塞琉古帝國在羅馬-塞琉古戰爭的首次大型戰役，羅馬軍由羅馬執政官馬尼烏斯·阿基利烏斯·格拉布里奧率領，進攻塞琉古帝國王安條克三世所率的塞琉古-埃托利亞同盟聯軍。
雙方軍隊在溫泉關進行決戰，作為防守方塞琉古聯軍數次擊退羅馬軍的多段攻勢，堅守了陣地，然而一小支羅馬偏軍在指揮官老加圖的率領下，對扼守防線側翼的卡爾利卓諾（Callidromus）山堡進行突襲，擊破在那裏防守的埃托利亞部隊，成功繞到溫泉關後面。塞琉古軍驚覺背後受敵士氣崩潰，在前後夾攻下隨即大敗，由羅馬軍獲得戰役勝利。安條克三世只得率領騎兵逃離戰場，隨後從希臘本土撤離。

## 背景
塞琉古帝國安條克三世歷經巴克特里亞遠征（前210-前209年）和印度遠征（前206-前205年）等征戰歸來，與馬其頓國王腓力五世結盟尋求合作，一同瓜分托勒密埃及的領土。前198年，安條克三世在第五次敘利亞戰爭中取得勝利，奪回了柯里敘利亞失土，確保了帝國的東南邊境安危。隨後，他將注意力轉向小亞細亞，成功奪取了托勒密埃及海外領地。前196年，安條克三世趁著帕加馬王國阿塔羅斯一世去世的機會，對帕加馬王國控制下的城市發動攻擊。由於擔心塞琉古帝國會佔領整個小亞細亞，當地希臘獨立城邦士麥那和蘭普薩庫斯決定向羅馬共和國尋求保護。前196年初春，安條克率領軍隊渡海到赫勒斯滂海峽來到歐洲，並對戰略要地利西馬其亞這座城市進行重建。羅馬派遣外交使團於前196年10月來到利西馬其亞與安條克三世會面，並要求塞琉古帝國勢力退出歐洲，還要求要恢復小亞細亞希臘城邦獨立自治的地位。對此安條克三世反駁自己只是恢復塞琉古帝國安條克二世的疆域，並且批評羅馬人干涉小亞細亞的諸國與諸城邦的許多事務。
前196/195年冬末，羅馬昔日頭號大敵、前迦太基將軍漢尼拔從迦太基城流亡到東方，來到安條克位於以弗所的宮廷內。儘管以大西庇阿為首的羅馬主戰派極力鼓吹塞琉古威脅論，但羅馬元老院仍保持了克制，羅馬共和國與塞琉古帝國雙方仍維持進行協商，但由於雙方對於勢力範圍的歸屬仍有分歧，使談判再次陷入僵局，這讓地中海東西兩大勢力也逐漸升起敵意。在羅馬提圖斯·昆克修斯·弗拉米尼努斯的政策下，羅馬軍隊從希臘本土撤離，造成該區域軍事上權力真空，這讓安條克三世視為擴大自身影響力的機會。在政治上，羅馬在希臘本土日益干涉希臘諸邦，並對前盟友埃托利亞同盟的擴張意圖施加諸多限制，使埃托利亞人與羅馬人關係也越加惡劣，前193年夏季埃托利亞同盟派使者向安條克三世保證，未來將與塞琉古帝國一同對抗羅馬人。安條克也默許漢尼拔策動迦太基政變的意圖，計畫讓迦太基加入反羅馬的陣營。埃托利亞人開始串聯希臘各邦國反對羅馬人，並在前192年春季攻佔了港口城市德米特里阿斯，殺了當地親羅馬派的主要政治人物們，這座城市因其戰略地位重要而被譽為三座「希臘枷鎖」中的其中之一，這引起羅馬人極大的敵視。前192年9月，埃托利亞同盟反羅馬派領導人托阿斯（Thoas of Trichonos）抵達安條克的宮廷，以「解放希臘」為由，說服安條克三世親自到希臘本土來反對羅馬人。這次行動為了不過於彰顯軍事要素來刺激羅馬人，塞琉古帝國只派遣一支中等規模的軍隊陪同，僅10,000名步兵、500名騎兵、6頭戰象和300艘戰船，用於希臘本土行動上。

## 序曲
塞琉古艦隊途經伊姆羅茲島和斯基亞索斯島來到了埃托利亞同盟控制下的德米特里亞斯，安條克的軍隊在此登陸上岸。之後他前往城市拉米亞，在那裡他參加了埃托利亞同盟聯邦大會並被埃托利亞人授與榮譽性的頭銜「聯邦全權統帥」（strategos autokrator）。安條克三世在希臘本土的行動是外交式的，他派出使者前往希臘各邦國，試圖爭取到自己陣營，他自己也來到另一座「希臘枷鎖」要地哈爾基斯城外，勸說他們加入己方。對於國王抵達希臘本土的舉動，羅馬人和其希臘盟友反應迅速，亞該亞同盟再度強調自己與羅馬的同盟關係，而羅馬在希臘的官員提圖斯·昆克修斯·弗拉米尼努斯也派遣羅馬軍一小分隊前往哈爾基斯，確保哈爾基斯不會倒向安條克三世陣營。然而安條克決定用武力迫降，他派遣軍隊對哈爾基斯附近德利烏姆駐紮的羅馬分隊發動攻擊，殺死了250名士兵，並迫使哈爾基斯城向他投降，而剩下的優卑亞島城市也隨之對他臣服。前192年11月，羅馬共和國和其希臘的盟友亞該亞同盟向塞琉古帝國和埃托利亞同盟宣戰，爆發羅馬-塞琉古戰爭。塞琉古軍隊將哈爾基斯這座城市變成了他們的作戰基地，可以有效地控制了希臘東海岸。安條克隨後將注意力轉向北方，試圖重建帝國與馬其頓國王腓力五世的聯盟，該聯盟在馬其頓王國前197年的庫諾斯克法萊戰役中被羅馬人徹底擊敗後破棄。然而，腓力五世認為羅馬人將是這場戰爭的勝利者，而他考量若馬其頓王國加入羅馬陣營，他將可望獲得領土獎勵以及免除他在第二次馬其頓戰爭所欠的戰爭賠款，而這兩點好處是塞琉古帝國無法提供的，因此拒絕了安條克三世的同盟提議，轉向與羅馬人交好。安條克三世也向雅典城邦、阿塔馬尼亞王國、波奧蒂亞同盟、阿卡納尼亞同盟和伊庇魯斯同盟等邦國提出結盟邀請，儘管戰前埃托利亞人一再向安條克保證很多希臘人將會共襄盛舉，但大多數希臘邦國擔心未來會遭到羅馬人報復，都保持中立。只有來自厄利斯、波奧蒂亞同盟和阿塔馬尼亞國王阿密南德選擇加入塞琉古陣營，安條克三世還承諾戰後會將馬其頓王位交給阿密南德的妻舅邁加洛波利斯的腓力。
前192年12月，塞琉古軍和盟友埃托利亞軍一同對羅馬盟友色薩利同盟南部城市發動攻勢，並讓阿塔馬尼亞部隊從色薩利西方協同進攻。根據阿庇安記載，當安條克三世進軍色薩利地區並來到庫諾斯克法萊古戰場，看到在先前在庫諾斯克法萊戰役中許多陣亡的馬其頓士兵遺骸散落四處，安條克三世在那舉辦隆重的葬禮並指責馬其頓國王腓力五世，使當時搖擺不定的腓力聽到這些消息後決心加入羅馬陣營。安條克三世很快地就奪取了大部分色薩利南部地區，在塞琉古軍隊補給耗盡之後返回冬季營地。前191年3月初，為了奪取羅馬艦隊在希臘西海岸的港口，塞琉古軍隊朝阿卡納尼亞地區進軍並向阿卡納尼亞同盟施壓。阿卡納尼亞同盟是個鬆散邦聯，它的成員們對於這場戰爭立場是分歧的，而整個邦聯統帥克利圖（Klytos）則傾向於塞琉古陣營。經過短暫的軍事行動以及在親塞琉古派的幫助下，阿卡納尼亞同盟一半的成員加入塞琉古陣營。在這段時間，羅馬執政官馬尼烏斯·阿基利烏斯·格拉布里奧率領一支包含20,000名步兵、2,000 名騎兵和 15 頭戰象的軍隊，由兩個羅馬軍團組成，準備從義大利半島南部城市布林迪西姆渡海來到羅馬伊利里亞領地。執政官並沒有急著渡海，他還花了一些時間召集更多部隊，直到要渡海至伊利里亞時，格拉布里奧的軍隊算上其他附屬部隊，其總兵力已達到36,000人，遠遠超過希臘本土塞琉古帝國及其盟友的軍隊。而先前羅馬裁判官馬爾庫斯·巴埃比烏斯·塔姆菲魯斯在去年率一羅馬偏師進入馬其頓與腓力五世聯合，雙方在今年春季開始朝色薩利和阿塔馬尼亞地區分頭進軍，迅速清除了塞琉古軍隊在該地區的據點，奪回了色薩利失地。格拉布里奧的軍隊在林那亞與腓力的馬其頓會師，然後再與巴埃比烏斯的偏師於佩利納（Pellina）。在得知敵人已推進到色薩利地區且盟友阿塔馬尼亞軍隊已潰退後，安條克三世從阿卡納尼亞率軍返回基地哈爾基斯，並沿途召集分散各地的守軍。

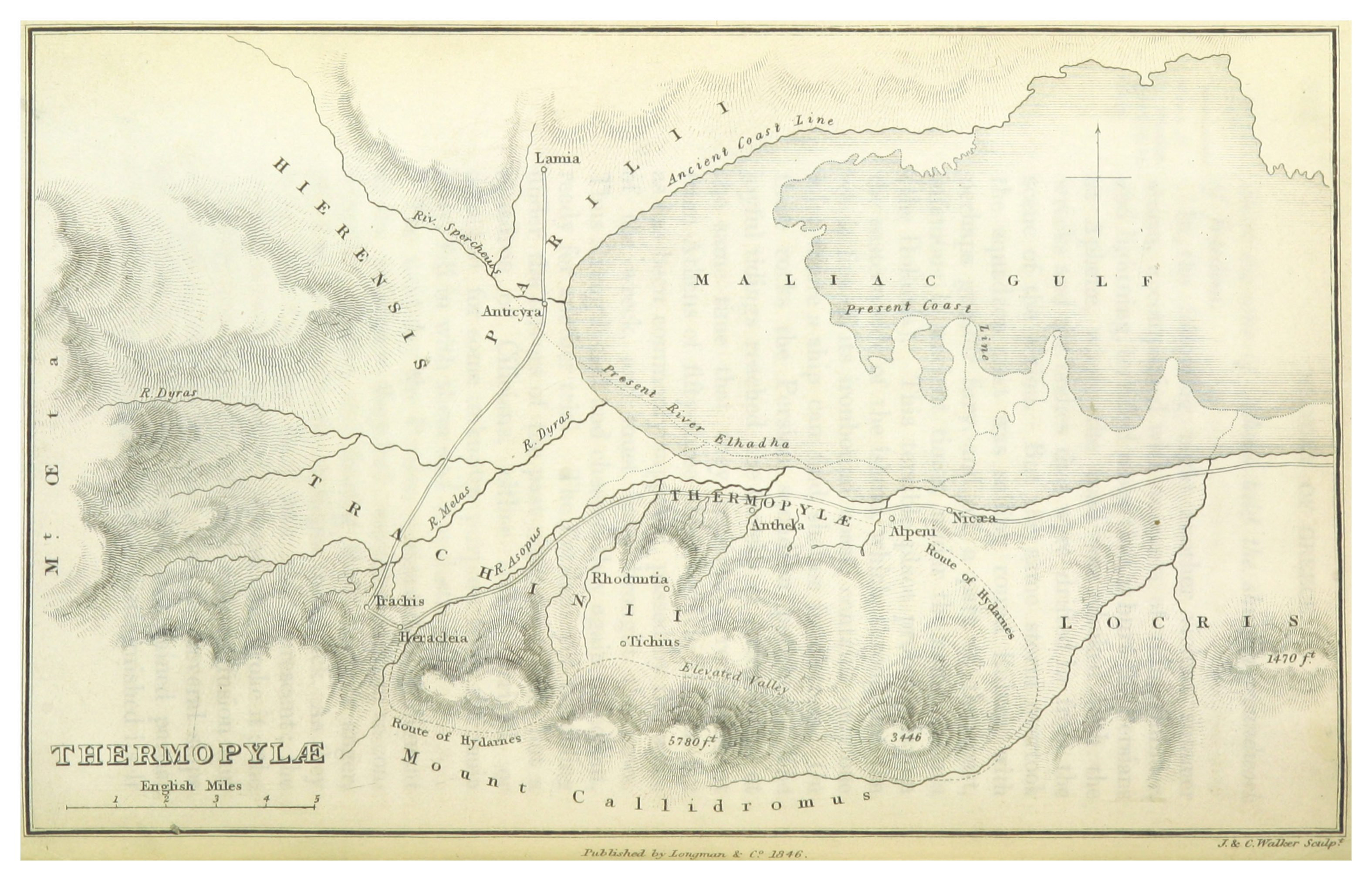
公元1876年的地圖，描繪當時的海岸線與古希臘希羅多德時期的海岸線，其中溫泉關處於阿爾佩尼（Alpeni）和安錫勒 (色薩利)之間。

安條克三世率領其全部軍隊共10,000名步兵、500名騎兵和6頭戰象向拉米亞進軍，同時命令埃托利亞同盟動員全軍往那裡集結，然而埃托利亞人擔心他們本土面臨敵軍入侵的風險，僅派4,000名援軍前去回復了他的要求。考慮到敵我雙方兵力上的極大劣勢，安條克三世只得讓全軍退至依山傍海的溫泉關防守，除了該處地勢險要外，還可以確保與盟友埃托利亞同盟聯繫不被切斷，以及屏障基地哈爾基斯。安條克讓埃托利亞援軍分成兩半，一半防守希帕塔城來封鎖通往埃托利亞的道路，另一半則扼守在溫泉關道路前的特拉基斯的赫拉克利亞城，而塞琉古軍隊在部屬在溫泉關隘口南北最窄處的“東門”，約寬90（300英尺），隘口北端緊鄰大海。塞琉古軍隊擴建原有的防禦長牆，使其向南山地延伸1,800（5,900英尺），直至無法攀爬的懸崖處為止。長牆前的壕溝和壁壘一直延伸到馬利亞科斯海灣，在山上可俯瞰戰場高處且稍稍平坦的高地上，塞琉古軍部屬了一些投射部隊，並在長牆上建造一些高樓來安放投射機具。羅馬執政官格拉布里奧率領羅馬大軍繼續從色薩利南下，進軍至溫泉關前，他先派兵劫掠了希帕塔和赫拉克利城的鄉村，試圖引誘塞琉古和埃托利亞聯軍放棄陣地前來野戰，但對手堅守不出，在無可奈何下格拉布里奧只得讓羅馬軍進入溫泉關狹道，於狹道道中的“熱門”紮營。

## 戰役
安條克三世將馬其頓方陣部署在壁壘前，一些輕盾兵和輕裝部隊置於馬其頓方陣前方。對於安條克的馬其頓方陣部隊人數有多少史料沒有記載，學者格雷厄姆（Graham Wrightson）推論大約在6,000到8,000名之間。塞琉古軍左翼佔據高地，由幾百名弓箭手、投石手和一些投射機具組成。安條克三世親自率領騎兵在右翼，並把戰象佈署於右翼前方，剩下的部隊組成後衛，守住長牆後方的軍營。為了防禦當年波希戰爭中溫泉關戰役所使用的繞關山道，安條克從希帕塔和赫拉克利亞抽調2,000名埃托利亞守軍，命他們扼守山道的三座山堡卡爾利卓諾（Callidromus）、特寇斯（Teichius）、羅杜提亞。在塞琉古右翼即是無法通行的溼地和海灣，因此整個海峽不僅受可受到塞琉古艦隊保衛，且出入口由哈爾基斯、德米特里阿斯的守軍扼守著。安條克打算在溫泉關堅守，直到塞琉古帝國小亞細亞的增援部隊抵達，這樣他們日後就可以在開闊戰場上與羅馬人進行決戰 。
羅馬軍在兵力上擁有壓倒性優勢，古羅馬阿庇安說羅馬軍有20,000名步兵、2,000名騎兵和數頭戰象，而李維則是說有40,000至45,000名步兵、3,500名騎兵和15頭戰象，現代學者格蘭杰（John D. Grainger）則推測溫泉關的羅馬軍最大兵力約30,000名士兵。儘管塞琉古軍隊的陣地易守難攻，但羅馬執政官格拉布里奧仍下定決心準備發動總攻，因他的兵力優勢實在太大了。格拉布里奧派遣2,000名部隊包圍赫拉克利亞城，並留下2000名精銳騎兵守衛自方軍營。在決戰前夜，即前191年4月23日晚上，格拉布里奧派遣麾下軍官老加圖、盧基烏斯·瓦列里烏斯·弗拉庫斯各領2,000人去分頭繞道溫泉關，襲擊埃托利亞駐守山道的三座山堡。4月24日黎明，格拉布里奧率領羅馬主力部隊朝塞琉古軍陣地進發，對敵軍正面發動猛攻。
羅馬開始發動第一波攻勢，但被塞琉古輕裝部隊從側翼投射標槍箭矢而損失慘重，被迫退回重整 。隨著羅馬自方輕裝部隊逐退對手的輕裝，掃除側翼威脅，羅馬軍主力再次壓上塞琉古軍，迫使塞琉古軍的馬其頓方陣後退，但塞琉古軍保持有序地後撤，直至退至壁壘的石牆之後。他們利用在壁壘高地地形與手持長兵器薩里沙長矛的雙重優勢，成功擋住人數眾多的羅馬軍攻勢，並藉由投射部隊與機具的彈矢，讓羅馬軍受到高昂的損失。另一方面，前夜出發的兩支羅馬別動隊進行繞道，其中弗拉庫斯的部隊攻擊特寇斯、羅杜提亞兩山堡皆告失敗，而老加圖的別動隊在夜間迷失了方向，到了黎明時意外地來到卡爾利卓諾山堡，並趁著600名埃托利亞守軍大意之時發動突襲，成功攻下要塞，羅馬士兵追逐敗兵一路追至溫泉關後方的塞琉古軍營前。塞琉古軍營守軍沒料到敵軍已繞過山道來到背後，大驚失色，老加圖立即發動猛攻，在塞琉古軍軍心慌亂之刻，以為來襲的羅馬別動隊人數眾多，紛紛自亂陣慌忙逃竄，配合前方戰線羅馬主力的攻勢，塞琉古軍全軍大敗，僅安條克三世率領騎兵成功逃脫追擊。

## 戰後

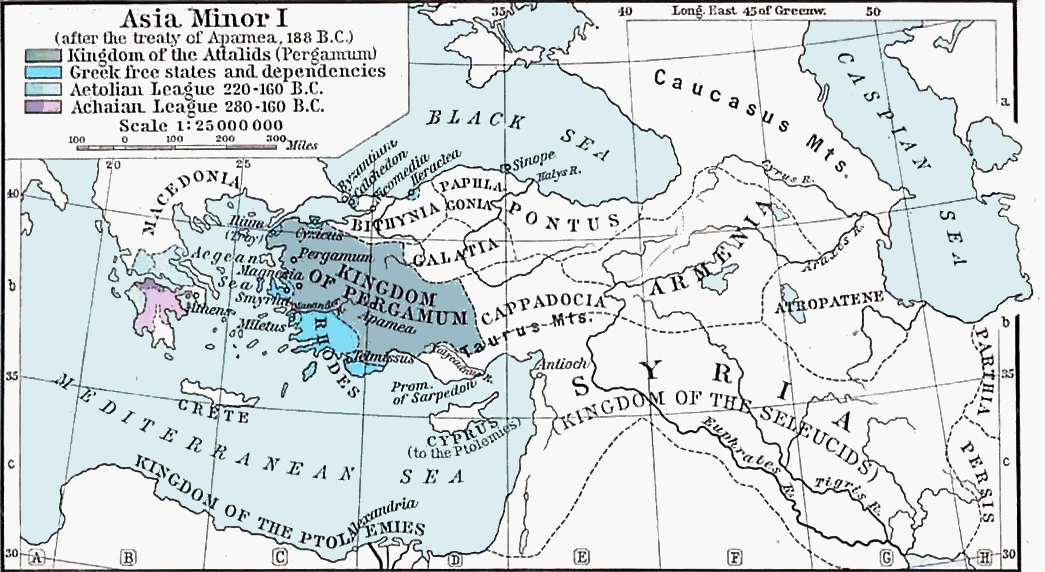
塞琉古帝國在一些文獻中又被稱為敘利亞王國或塞琉古王國，該地圖顯示羅馬人擊敗安條克三世後，前188年阿帕米亞和約後帕加馬王國和城邦羅德島擴展的疆土。

塞琉古安條克三世在本次戰役遭受決定性戰敗，他帶著500名騎兵和一些殘兵成功撤退至哈爾基斯，而羅馬軍再重新整備後繼續乘勝逼近，在得知羅馬主帥格拉布里奧率領羅馬大軍通過福基斯地區，且波奧蒂亞同盟毫無抵抗就直接投降羅馬人後，安條克三世立即帶著王后、殘兵與艦隊於前191年5月撤離，退回小亞細亞的以弗所。而留在哈爾基斯的駐軍也在國王逃離後，向羅馬人打開城門，與優卑亞島其他城市一同歡迎羅馬人為「解放者」 。
塞琉古帝國為了確保愛琴海制海權，試圖防止羅馬艦隊、羅德島、帕加馬王國艦隊進行會合，避免羅馬人將戰火波及亞洲的帝國領土。前191年9月，羅馬艦隊在科里庫斯海戰擊敗塞琉古艦隊，控制了赫勒斯滂海峽上的數個港口城市，其中包含達達諾斯和塞斯托斯。前190年5月，安條克三世率軍入侵羅馬盟友帕加馬王國境內，蹂躪其鄉村，圍攻其首都帕加馬城，迫使帕加馬國王歐邁尼斯二世從希臘返回。前190年8月，羅德島人在歐里米頓海戰中擊敗了漢尼拔指揮的塞琉古艦隊。一個月後，羅馬-羅德島聯合艦隊在米奧內蘇斯海戰中擊敗了塞琉古主力艦隊，至此塞琉古帝國喪失愛琴海全部制海權，為羅馬共和國入侵小亞細亞開闢了道路。

## 註腳
1. ↑  Lerner 1999，第45–48頁.
2. ↑  Overtoom 2020，第147頁.
3. ↑  Sartre 2006，第89–90頁.
4. ↑  Sartre 2006，第91–92頁.
5. ↑  Sarikakis 1974，第57–58頁.
6. ↑  Sarikakis 1974，第60–62頁.
7. ↑  Sarikakis 1974，第63–64頁.
8. ↑  Sarikakis 1974，第64頁.
9. ↑  Waterfield 2014，第117頁.
10. ↑  Sarikakis 1974，第66頁.
11. ↑  Waterfield 2014，第117–118頁.
12. ↑  Sarikakis 1974，第66–67頁.
13. ↑  Waterfield 2014，第118–119頁.
14. ↑  Graigner 2002，第217–218頁.
15. ↑  Graigner 2002，第224–229頁.
16. ↑  Graigner 2002，第230, 234–236頁.
17. ↑  Bar-Kochva 1976，第158頁.
18. ↑  Graigner 2002，第238頁.
19. ↑  Graigner 2002，第240–242頁.
20. 1 2 3 4  Sarikakis 1974，第68頁.
21. ↑  Graigner 2002，第243–244頁.
22. ↑  Bar-Kochva 1976，第160–161頁.
23. ↑  Bar-Kochva 1976，第161頁.
24. ↑  Bar-Kochva 1976，第158, 160頁.
25. ↑  Graigner 2002，第245頁.
26. ↑  Bar-Kochva 1976，第162頁.
27. ↑  Sarikakis 1974，第68–69頁.
28. 1 2  Sarikakis 1974，第69頁.
29. ↑  Sarikakis 1974，第73–74頁.
30. ↑  Sarikakis 1974，第74, 76–78頁.